# Луазо, Камиль
Камиль Луазо (фр. Camille Loiseau; 13 февраля 1892 года — 12 августа 2006 года) — французская долгожительница. С 28 декабря 2005 года до своей смерти являлась старейшим живущим жителем Европы. В издании Книги рекордов Гиннесса от 2007 года Камиль Луазо указана, как пятый старейший живущий человек в мире. Также  вместе с японкой Тоё Эндо они установили рекорд старейшей пары людей с общей датой рождения, который был признан Книгой рекордов Гиннесса в 2010 году. Впоследствии их рекорд был побит.

## Биография
Камиль Луазо родилась 13 февраля 1892 года в Париже, который никогда не покидала до 1998 года, когда её госпитализировали из-за падения. Она была младшей из девяти детей (четырёх мальчиков и пяти девочек).
13 августа 1910 года она вышла замуж за Рене Фредерика Чадала. Брак оказался недолгим и распался через 15 дней. Как часто бывает во Франции, Камиль Луазо решила не использовать фамилию своего мужа. У неё никогда не было детей.
Она работала бухгалтером в обувном магазине, и она имела право на бесплатную пару обуви в год. Она также говорила, что работала в «Magasins Réunis», который находился на Площади Республики. На этой работе иногда проходили конкурсы красоты среди персонала, в которых участвовала и Камиль. Она ушла на пенсию в 1957 году.
26 марта 2005 года, после смерти Анн Приму, Камиль стала старейшим живущим человеком во Франции. 28 декабря 2005, после кончины Вирджинии Дигеро-Дзолецци, Луазо стала старейшим живущим человеком Европы. Спустя полтора месяца, 16 февраля 2006, вошла в пятёрку старейших живущим людей мира.
Камиль отпраздновала свой 114-й день рождения с небольшим количеством шампанского. Она была известна до конца своей жизни своим юмором и кокетством. 12 августа 2006 года Камиль Луазо скончалась в Больнице Поль-Брус (фр. Hopital Paul-Brousse), Париж, Франция.
После её смерти титул старейшего живущего человека во Франции сначала был присвоен Мари Морнет, однако позже обнаружилась Мари-Симон Капони, которая была на 3 недели старше.

## См.также
- Долгожитель
- Список старейших людей в мире
- Список старейших женщин
- Список старейших жителей Европы